# Schwäbische Kehrwoche

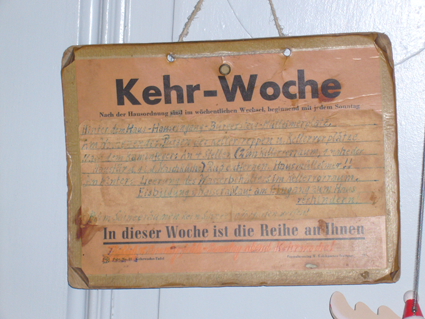
Schild: „Kehr-Woche / In dieser Woche ist die Reihe an Ihnen“

Schwäbische oder württembergische Kehrwoche ist die regional übliche Bezeichnung für die geregelte Reinigung gemeinschaftlich benutzter Bereiche in Einfamilien- und Mehrparteienwohnhäusern und von Flächen wie Hauszugängen, Vorplätzen und Gehwegen und Straßen im Gebiet des ehemaligen Württemberg.
Nach der Tradition erfolgt die Reinigung im wöchentlichen Wechsel und findet am Samstagnachmittag zur Vorbereitung des Sonntags statt. Sie beruhte früher auch auf Erlassen, die seit Ende des 15. Jahrhunderts, wie in anderen Ländern, auch in württembergischen Städten herauskamen, um die Menschen zu Ordnung und Sauberkeit anzuhalten.

## Geschichte
1492 verordnete der Landesherr Eberhard für die Stadt Stuttgart: „Damit die Stadt rein erhalten wird, soll jeder seinen Mist alle Wochen hinausführen.“
1714 wurde im Stuttgarter Stadtrecht erneut in einer diesmal 30 Punkte umfassenden „Gassensäuberungsverordnung“ festgehalten, dass die Stadt reinzuhalten sei, wobei hauptsächlich die wöchentliche Abfuhr des Mists und der Abtransport von „Unrath“, vor allem von Fäkalien, betroffen war. Die Ableitung von Fäkalien direkt auf die Straße war nicht mehr erlaubt. Sie mussten, wenn keine Grube vorhanden war, jede Nacht zum Nesenbach getragen werden, der auch dazu diente, Schlachtabfälle und anderen Abfall zu entsorgen. Eine Neuanlage von „Winkeln“ (zwischen zwei Häusern) war verboten. Stuttgart schloss sich mit dieser Verordnung anderen Städten in Deutschland und Europa an. Ziel war vor allem, die Gesundheitsgefährdung durch Seuchen wie Typhus und Cholera und die Geruchsbelästigung zu verringern. Stuttgart hatte dabei ein besonderes Problem mit der Sauberkeit, weil es keinen größeren Fluss gab, der die Abfallbeseitigung und das hygienische Problem der Trennung von Abwasser, Waschwasser und Trinkwasser erleichterte.
1740 wurde die Gassensäuberungsordnung aktualisiert. Zweimal pro Woche mussten die Bewohner, ohne Unterschied des Standes, die Straßen kehren.
Die Straßen-Polizei-Ordnung von 1811 legte fest, dass „niemand von der Verbindlichkeit, vor seinem Haus kehren zu lassen“ ausgenommen sei. Der Hauseigentümer war verpflichtet, „so oft es gefordert ist, vor seinem Haus die Reinigung vorzunehmen“.
Die Kehrwoche als Teil der kommunalen Ordnung mit der Auflage, „mindestens einmal wöchentlich“ (Paragraph 4) zu fegen, wurde in Stuttgart am 17. Dezember 1988 abgeschafft. Die neue Verordnung verlangte vom 13. Januar 1989 an nur noch, dass die Gehwege gereinigt werden, wenn sie verschmutzt sind, also die dem Ermessen unterliegende Reinigung „bei Bedarf“.

## Streit um die Abschaffung
Die Abschaffung der wöchentlichen Kehrpflicht in Stuttgart wurde 1988 in der Bevölkerung kontrovers diskutiert. Ein Teil der Stuttgarter Bevölkerung bedauerte die Abschaffung und sah damit die öffentliche Ordnung und die Sauberkeit der Stadt gefährdet.

## Heutige Rechtslage in Baden-Württemberg
Es gibt wie in Deutschland insgesamt keine öffentlich-rechtlich geregelte Pflicht, in bestimmten Intervallen oder an bestimmten Tagen eine Hausreinigung auszuführen. Auch die Annahme des Bestehens eines Gewohnheitsrechts ist irrig. Die Reinigungspflicht kann in ganz Deutschland insgesamt durch den Mietvertrag und die Hausordnung privatrechtlich geregelt werden. Die Haftung für die Sauberkeit und Schneefreiheit von Zugangswegen und Gehweg liegt jedoch beim Grundstückseigentümer, die Ausführung der Arbeiten kann vertraglich auf einen Hausmeister oder auf die Mieter oder Miteigentümer übertragen werden. Die Räum- und Streupflicht ist Teil der Verkehrssicherungspflicht. Ein Teil der ursprünglich privaten Pflichten der Bürger wird gebührenpflichtig von den öffentlichen kommunalen Fuhr- und Reinigungsämtern übernommen.

Das Straßengesetz für Baden-Württemberg in der Fassung der Bekanntmachung vom 11. Mai 1992 legt im § 41 die Beleuchtungs-, Reinigungs-, Räum- und Streupflicht fest, nach der es den Gemeinden obliegt, 
„im Rahmen des Zumutbaren als öffentlich-rechtliche Pflicht, Straßen innerhalb der geschlossenen Ortslage einschließlich der Ortsdurchfahrten zu beleuchten, zu reinigen, bei Schneeanhäufungen zu räumen sowie bei Schnee- oder Eisglätte zu bestreuen, soweit dies aus polizeilichen Gründen geboten ist; dies gilt auch für Ortsdurchfahrten im Zuge von Bundesstraßen. Dabei ist der Einsatz von Auftausalzen und anderen Mitteln, die sich umweltschädlich auswirken können, so gering wie möglich zu halten. Soweit Ortsdurchfahrten nicht in der Straßenbaulast der Gemeinden stehen, unterstützen die Träger der Straßenbaulast die Gemeinden nach besten Kräften bei der Erfüllung der sich aus Satz 1 ergebenden Verpflichtungen zur Schneeräumung und zum Bestreuen; Kosten werden von den Gemeinden nicht erhoben.“
Ähnlich wie die Stuttgarter Neufassung der Satzung über das Reinigen, Räumen und Bestreuen der Gehwege übertragen die meisten Gemeinden in Baden-Württemberg und anderen Bundesländern diese Pflichten auf die Anlieger. Zum Umfang der Reinigungspflicht wird etwa festgelegt:
§ 4 Umfang der Reinigungspflicht (1) Die Reinigung der Gehwege und der sonstigen in § 3 genannten Flächen umfasst die Beseitigung der durch die gewöhnliche Benutzung oder auf andere Weise verursachten Verschmutzung, insbesondere die Beseitigung von Schmutz, Unrat und Laub. Sie ist nach Bedarf vorzunehmen. Die Reinigung erstreckt sich räumlich auch auf die unbefestigten Flächen um die im Gehwegbereich stehenden Straßenbäume.

## Heutige Durchführung
Noch heute kann man in Mietshäusern manchmal ein Schild mit der Fettdruckaufschrift Kehrwoche finden, das an der Wohnungstür des jeweils für die Kehrwoche zuständigen Mieters aufzuhängen ist. Hierdurch haben Mitbewohner, Gäste und Hausverwalter jederzeit den Überblick, wer für etwaige Mängel in der Reinigung verantwortlich ist. Manchmal finden sich auch (meist im Eingangsbereich) fest angebrachte Tafeln, auf denen die Namen der Hausbewohner einer Woche zugeordnet sind (z. B. „1. Woche im Monat: Müller; 2. Woche: Schmidt“ usw.).
Unterschieden wird zudem oft zwischen einer kleinen Kehrwoche, die das Putzen des Flurs und Treppenhauses zwischen Wohnungen auf einem Stockwerk regelt, und der großen Kehrwoche, mit der das Reinigen der restlichen Gemeinschaftsflächen wie z. B. der Waschküche bezeichnet wird. Dies entspricht außerhalb Württembergs der Unterscheidung zwischen der „kleinen Hausordnung“ und der „großen Hausordnung“.
Gekehrt wird nicht nur vor Mietshäusern, sondern auch Einfamilienhäusern, besonders auf dem Land. Zu den gekehrten Flächen gehört dort auch der Bereich um Kirche und Friedhof und öffentliche Plätze.

## Rolle der Kehrwoche im Schwabendiskurs
Die Projektgruppe „Schwabenbilder“ des Ludwig-Uhland Instituts für Empirische Kulturwissenschaft der Universität Tübingen hat herausgearbeitet, dass in der Konstruktion des schwäbischen Nationalcharakters im 19. Jahrhundert, hinter dem ähnlich wie im Badener-Diskurs das monarchische Bedürfnis steht, die heterogenen Landesteile zu vereinen und ein Zusammengehörigkeitsgefühl hervorzubringen, positiv besetzte Eigenschaften eine Rolle spielen, die meist den Deutschen allgemein zugeschrieben wurden. Der Schwabe erschien so als der „potenzierte Deutsche“, als der „deutscheste der Deutschen“ (Arndt zugeschrieben).
Hinter bestimmten Eigenschaften wie der Sparsamkeit der Bevölkerung Alt-Württembergs sieht Werner Unseld die pietistische Kirchenzucht, die auch durch das staatliche Kirchenregiment von 1534 bis 1850 durchgesetzt wurde. Dabei spielte das vom Königtum gesteuerte Sittengericht der Kirchenkonvente und ein ausgedehntes Netz aus Spitzeln und Denunzianten eine entscheidende Rolle. Die Sauberkeit durch Putzen und Kehren ist dagegen mentalitätsgeschichtlich eher spät entstanden und scheint keinen direkten Ursprung im pietistischen Glauben zu haben, eher die Art der Umsetzung dieser relativ neuen „Leidenschaft“, deren Sinn in Hygiene und Ästhetik gesehen wird.
Die pietistische Glaubensrichtung wird auch durch die kulturelle Prägung der Bevölkerung begünstigt, die von der Realteilung und dem daraus resultierenden Zwang zum sparsamen Umgang mit begrenzten Ressourcen bestimmt ist.
Das Putzen wird mit Sparen und Schaffen manchmal zur „schwäbischen Tugendtriade“ erweitert: „Schaffensparenputzen“.

## Anekdotisches
Ann-Kathrin Bauer stellt in ihrem eher humoristischen Band Von Viertelesschlotzern und Maultaschenessern dar, dass man in der Zeit zwischen 1871 und 1918, als auch Elsass-Lothringen zum Deutschen Reich gehörte, versuchte habe, die schwäbische Kehrwoche auch dort zu etablieren. Im Elsass würden heute noch deutsche – oder vermeintlich deutsche – Eigenarten scherzhaft oder abwertend als „Schwabenzeug“ bezeichnet. Auch in Oberschwaben solle sich die Kehrwoche nicht vollständig durchgesetzt haben.

## In anderen Ländern
Turnusmäßige Reinigungspflichten für Treppenhäuser und Gemeinschaftsflächen sind kein rein deutsches Phänomen. Sie sind auch in anderen Ländern und Regionen bekannt, in denen mehrstöckige Mietshäuser verbreitet sind, auch wenn sie mittlerweile zunehmend durch professionelle Reinigungsdienste ersetzt werden (z. B. in Schottland).